# Urbanowo (województwo warmińsko-mazurskie)
Urbanowo (dawniej niem. Zechern) – osada w Polsce położona w województwie warmińsko-mazurskim, w powiecie olsztyńskim, w gminie Dobre Miasto.
W latach 1975–1998 miejscowość należała administracyjnie do województwa olsztyńskiego. Wieś znajduje się w historycznym regionie Warmia.
Zobacz też: Urbanowo, Urbanów